# Lenguas awyu-dumut
Las lenguas awyu-dumut o awyu-ndumut son una familia lingüística formada por una docena de lenguas habladas en la provincia de Papúa en Indonesia. Se considera que este grupo formaría parte de las lenguas trans-neoguineanas.

## Clasificación
Solo seis de estas lenguas están suficientemente documentadas para poder se descritas de manera adecuada, por lo que no está claro si algunas variedades deben ser consideradas lenguas independientes o sólo dialectos de otras lenguas:
- Rama awyu (avio, auyu) branch: aghu (jair), shiaxa (jenimu, edera), pisa (asuwe).
- Rama dumut (ndumut) branch: mandobo (kaeti), wambon.
- Rama kombai: Kombai (Wanggom?).

Además, el sawi (sawuy) y el korowai parecen ser lenguas awyu-dumut, pero no se conoce bien cual de los tres subgrupos anteriores encajarían. El ario (sumagaxe) aparece en las listas de S. Wurm y de W. A. Foley, pero no en la documetnación de la Universidad de Ámsterdam, por lo que tampoco aparece en Ethnologue. Esta última poblicación incluye una rama llada "awyu central", pero esto no parece corresponder a una lengua diferente. En general, los nombres usados en Ethnologue son frecuentemente erróneos, y algunas ediciones antiguas usan nombres tomados directamente de Wurm (1982), como Mapi, Kia, Upper Digul, Upper Kaeme, que son nombres de las muestras tomadas a lo largo de los ríos con esos nombres, y parece que se trataría de lenguas ok más que lenguas awyu. Varias lenguas que fueron clasificadas como lenguas awyu-dumut, como por ejemplo el kotogüt, resultaron en realidad ser lenguas ok.

### Historia
Las familias awyu y awyu-dumut fueron identicadas por Peter Drabbe en los años 1950. Voorhoeve las incluyó en su propuesta de familia TNG centromeridional. Como parte de este grupo las lenguas awyu-dumut serían parte de las lenguas trans-neoguineanas.

## Comparación léxica
Los numerales en diferentes lenguas awyu-dumut son:
| GLOSA | Awyu                | Awyu         | Awyu       | Dumut     | Dumut      | Dumut     | Dumut           | Dumut         | Korowai    | Sawi     | PROTO- AWYU-DUMUT |
| GLOSA | Asuwe (Pisa)        | Awyu central | Aghu       | Kombai    | Wambon     | Wanggom   | Mandobo (Kaeti) | Mandobo Digul | Korowai    | Sawi     | PROTO- AWYU-DUMUT |
| ----- | ------------------- | ------------ | ---------- | --------- | ---------- | --------- | --------------- | ------------- | ---------- | -------- | ----------------- |
| '1'   | teisʲɐ              | kamisi'gɛ    | fasike     | raga      | sanop      | hɛɾiɡɔ    | ome             | ónòndi        | seˈnan     | maedap   | *                 |
| '2'   | kʰɔrmɐn             | u'kuma       | okuomo     | raga ragu | sanopkunip | du'mɔʔ    | rumo            | rumò          | senanaɸyˈl | nauri    | *-rumo            |
| '3'   | kʰɔrmɐn 'dʒumɐ      | u'kumasi'o   | okuomasike | woro ragu | takhem     | 'diːɾænɔ  | ititmo          | iditmò        | piᵑgu'p    | gasamadi | *                 |
| '4'   | sendo'mɐ            | saŋɡrɛ       | sigiane    | woro      | hitulop    | wɔ'ɾɔʔ    | kurugutköp      | krukukup      | wajaɸy'l   |          | *                 |
| '5'   | bedɐxi 'burmɐ       | bi'rikuma    | bidikimu   | abalo     | ambalop    | ʔæmbɑ'lɔʔ | oŋgugup         | òŋgukup       | wajɔ'      |          | *                 |
| '6'   | bedɐxi 'wɐdo        | 5+ woɾo      | 5+1        | ɡõ        | kumuk      | ŋɡɔʔ      | komogöp         | gumukup       | gedu'n     |          | *                 |
| '7'   | bedɐxi wɐdo'mɐɣɐ    | 5+2          | 5+2        | khani     | mben       | 'hæni     | mbenköp         | mbèkup        | laɸɔ'l     |          | *                 |
| '8'   | bedɐxi 'hoiwomu     | 5+3          | 5+3        | igabu     | muyup      | iŋ'ɡæmbɯ  | ŋgambunköp      | gambukup      | bɔᵑgu'p    |          | *                 |
| '9'   | bedɐxi seomɐɣɐ      | 5+4          | 5+4        | rafe      | javet      | 'ɾæβi     | taetköp         | ta'itkup      | labu'l     |          | *                 |
| '10'  | bedɐxibedaxi 'burmɐ | bi-bi'rikuma | bidikumã   | dodou     | malin      | n'dɔndɯ   | magöp           | ma'kup        | mai'n      |          | *                 |